# Neoclypeodytes obesus
Neoclypeodytes obesus är en skalbaggsart som först beskrevs av Sharp 1882.  Neoclypeodytes obesus ingår i släktet Neoclypeodytes och familjen dykare. Inga underarter finns listade i Catalogue of Life.